# Carnival Legend
Carnival Legend — третье круизное судно класса "Spirit" в собственности компании Carnival Corporation & plc и эксплуатируемое оператором Carnival Cruise Lines было построено в 2001 г. в Финляндии на Новой верфи в Хельсинки и ходит под панамским флагом.
Судами-близнецами являются Carnival Miracle, Carnival Spirit, Carnival Pride, а также с визуально иной формы трубой Costa Atlantica и Costa Mediterranea.

## История
Строительство Carnival Legend осуществлялось на верфи Kvaerner Masa Yards AB в Хельсинки. Затопление дока состоялось 12 декабря 2001 г. одновременно с передачей судна-близнеца Carnival Pride. 14 августа 2002 г. готовый Carnival Legend был передан пароходству Carnival Cruise Lines. Крещение судна британской актрисой Дамой Джудит Оливия Денч состоялось неделей позже в английском порту Харвич. Во время торжественной церемонии 21 августа 2002 г. крёстной матери потребовалось  три попытки, чтобы разбить бутылку шампанского о корпус судна. Бутылку удалось разбить только с помощью капитана Клаудио Купичи, забрызгавшего Денч шампанским. 
После ввода в эксплуатацию Carnival Legend совершил трансатлантический переход и осуществлял первое время круизные поездки между портами Соединённых Штатов, в том числе посещая Филадельфию и Балтимору, впервые включённые в программу компании в 2004 г. Carnival Legend явился первым судном Carnival Cruise Lines, которое стало эксплуатироваться в европейских водах, осуществляя 12-дневные круизы в Северную Европу и совершая переходы через Атлантику. В настоящее время судно ходит из Тампы (Флорида) в западный сектор Карибского бассейна.

## Происшествия
30 сентября 2009 г. сильным ветром у острова Косумель махину Carnival Legend прижало к Enchantment of the Seas, в результате чего судно было повреждено.

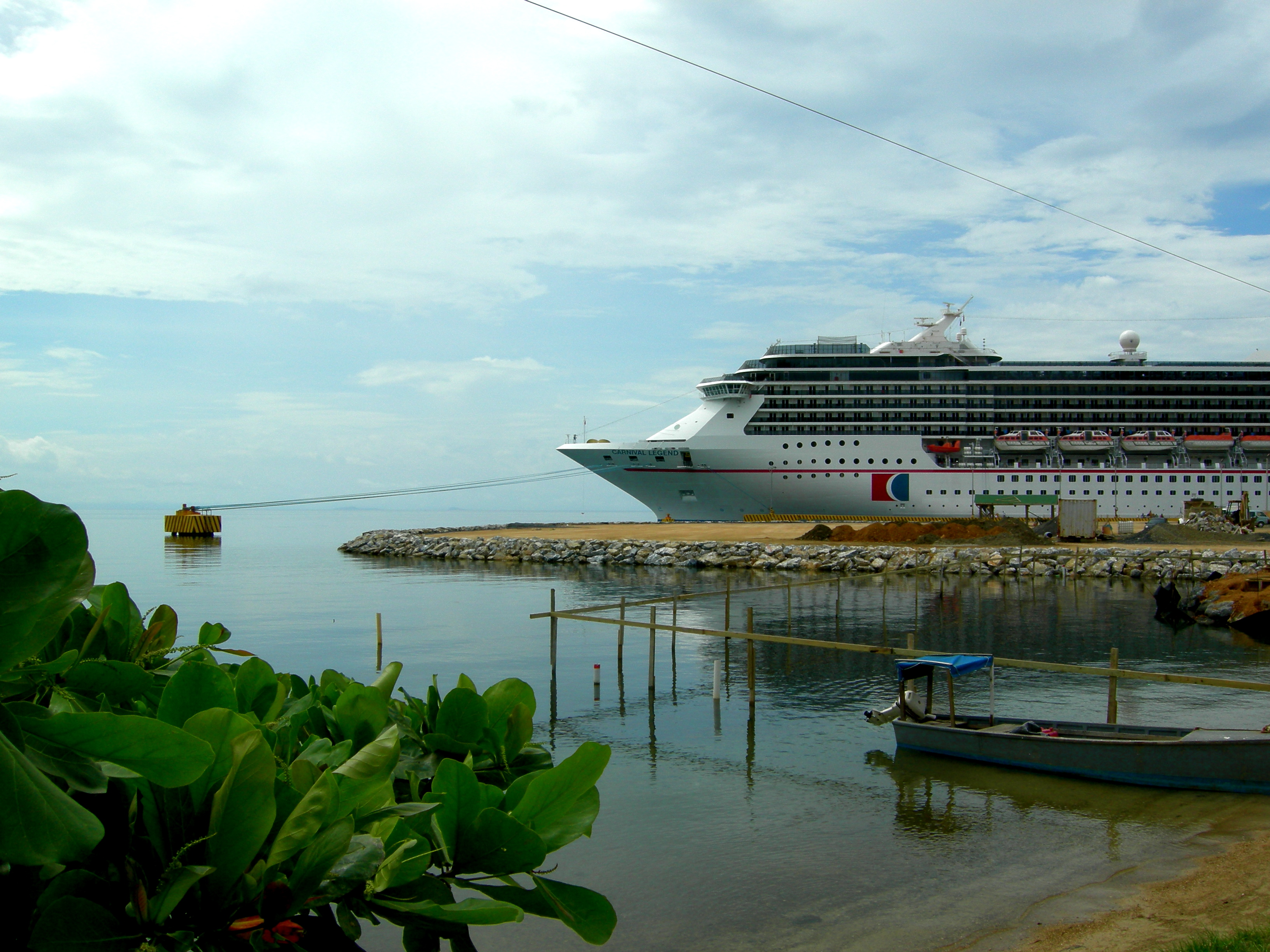
Carnival Legend в Роатане, Ислас-де-ла-Баия (Гондурас)

20 декабря 2019 года, маневрируя к стыковке в Косумеле, она столкнулась с Carnival Glory, которая уже была состыкован. Шесть пассажиров на борту Carnival Glory получили легкие травмы. Круизная компания объяснила происшествие «спонтанными порывами ветра и сильными течениями». Ресторан, расположенный в пострадавшем районе Carnival Glory, был закрыт до проведения капитального ремонта. Несмотря на это, маршруты обоих кораблей продолжались по плану.
p.s.: плохо когда крестная мать судна разбивает бутылку шампанского с третьей попытки.